# Улица Гоголя (Пенза)
У́лица Го́голя — улица в Пензе. Проходит от улицы Замойского параллельно улице Калинина и смыкается с ней на Южной поляне.

## История
Улица Гоголя — одна из старейших улиц Пензы, возникла в конце XVII — начале XVIII веков в Старо-Драгунской слободе. Первоначально называлась Старо-Драгунской улицей, а затем в 1818 году была названа Нижне-Покровской по выстроенной невдалеке Покровской церкви. В 1902 году в связи с 50-летием со дня смерти великого русского писателя Николая Васильевича Гоголя улица была переименована в Гоголевскую улицу. Позднее название установилось в современной форме.

## В настоящее время на улице Гоголя располагаются
предприятия
- ПАО «Электромеханика»
- Пензенское конструкторское бюро моделирования

Учебные заведения
- Пензенский профессионально-педагогический колледж
- Средняя общеобразовательная школа № 7